# Hamulec fiskalny
Hamulec fiskalny – termin odnoszący się do systemu podatkowego, charakteryzującego się nieproporcjonalną progresją podatkową, powodującą wymierzenie wyższego podatku oraz nieopłacalność uzyskiwania wyższych dochodów, przez co powstrzymuje działalność gospodarczą.